# Astragalus vesicarius vesicarius
Astragalus vesicarius vesicarius es una  subespecie de Astragalus vesicarius, una planta herbácea perteneciente a la familia de las leguminosas. Se encuentra en Europa.

## Distribución
Es una planta perennifolia cespitosa, que se encuentra en la región del Mediterráneo.

## Taxonomía
Astragalus vesicarius subsp. vesicarius fue descrita por Linneo
Sinonimia
- Astragalus albidus Waldst. & Kit.
- Astragalus cuatrecasasii Font Quer & Rothm.
- Astragalus mixtus M.Bieb.
- Astragalus vesicarius var. albidus (Waldst. & Kit.) Beck
- Astragalus vesicarius var. multiflorus Cuatrec.
- Astragalus vesicarius var. stenocarpus Rouy
- Tragacantha vesicaria (L.) Kuntze[4]